# Municipio García de Hevia
Hevia, oficialmente llamado García de Hevia, es uno de los 29 municipios en los que divide administrativamente el Estado Táchira en los Andes de Venezuela.

## Historia
El municipio debe su nombre a Francisco Javier García de Hevia, jurista y militar venezolano nacido en la ciudad de La Grita, estado Táchira, en 1763 y fallecido en 1816. Fue hermano de Juan José García de Hevia, capitán general del movimiento comunero.
Según el cronista de la ciudad, don Luis Orlando Soto, no existe un personaje específico al que se le pueda atribuir la fundación formal de esta población, como lo señaló en la revista Karira (noviembre de 1999). A su juicio, La Fría surgió como consecuencia de la construcción y puesta en marcha del Gran Ferrocarril del Táchira, el 10 de marzo de 1896. Antes de la llegada de este importante medio de transporte, La Fría era una aldea perteneciente a Seboruco, conocida como Santísima Trinidad.
No obstante, el historiador Horacio Moreno, en apuntes extraídos del Archivo Histórico de La Grita, menciona a un señor Antonio Basileo Molina, quien el 14 de febrero de 1794 compró las tierras que hoy ocupa el municipio García de Hevia al ilustre Cabildo de la Real Renta de Correos de la parroquia de Bailadores, con asiento en La Grita.

## Geografía
La altura del municipio es de unos 106 m s. n. m., y la superficie de éste es de 910 km². En la temperatura, en el municipio fluctúa entre los 16 a 26 °C, en cuanto al clima, domina el clima Tropical Lluvioso de Selva. La vegetación municipal, es de Bosque Húmedo Tropical y en la hidrografía, en el municipio se encuentran algunos ríos como el Grita, el Orope y el Carira ente entre otros.

### Demografía
De acuerdo al Censo de Población y Vivienda del año 2011 el municipio García de Hevia posee una población de 48.476 habitantes que representan un 4,15% de la población total del estado Táchira y de los cuales 24.564 son hombres (50,67%) y 23.912 mujeres.

### División Política territorial
El Municipio García de Hevia está formado por Tres (3) Parroquias, siendo La Fría la Parroquia Capital de este municipio:
| Parroquia                 | Superficie | Población   | Densidad      | Capital       |
| ------------------------- | ---------- | ----------- | ------------- | ------------- |
| 1.) Boca de Grita         | km²        | hab.        | hab./km²      | Boca de Grita |
| 2.) José Antonio Páez     | km²        | hab.        | hab./km²      | Orope         |
| 3.) La Fría               | km²        | hab.        | hab./km²      | La Fría       |
| Municipio García de Hevia | 910 km²    | 57.568 hab. | 46,0 hab./km² | La Fría       |

## Economía
Principalmente se encuentran empresas dedicadas a la metalurgia, procesadoras de alimentos, producción avícola y bovina, derivados de la leche, empresas de servicios, explotación de mina de granzón, comercios de ventas al detal, ventas de repuestos, clínicas, ópticas, farmacias y economía informal.

## Turismo

### Sitios de interés
- Iglesia Sagrado Corazón de Jesús: ubicado en la calle 2 Esq. Carrera 5
- Iglesia cristiana de Avivamiento Maranatha
- Universidad Politécnica Territorial Del Norte Del Táchira Manuela Sáenz.
- Universidad Nacional Experimental politécnica de las Fuerzas Armadas.
- Antiguo Ferrocarril del Táchira: Calle 2 con carrera 6 y 7. Actualmente funciona el cuerpo de Bomberos.
- Zona Industrial La Fría: Carretera Panamericana, donde se ubican las diferentes industrias metalúrgicas.
- Balneario La Termoeléctrica: Carretera Panamericana.
- Plaza El Saman
- Plaza Bolívar: Calle 4 frente a la Alcaldía.
- Cyber Alf@: Carrera 6 diagonal al Banco Bicentenario.
- Ciber Smart Systems, Calle 2 esquina Con Carrera 14 Frente a La Escuela Genaro Méndez
- Parque Bolivariano
- heladería y papelería corzo.
- Carretera Panamericana
- Av. Aeropuerto.
- Manga de Coleo "Ramón Enrique Corredor": Urb. El Arrecostón.
- Aguas Termales y Spa "La Castellana Country Club": Sector El Socorro vía La Grita.
- Mar y mar comercial frente al estacionamiento de la alcaldía.
- Restaurant Turístico LAN y LEN. Av aeropuerto entre carreras 5 y 6.

## Símbolos

### Bandera del Municipio
La bandera de García de Hevia fue diseñada por el Psicólogo rubiense Andrish Gómez Tarazona, motivado a la ausencia del estandarte; el cual contenía un fondo amarillo (Sol del norte del Táchira), un cuadrante azul que integraba el escudo municipal, adicionalmente poseía el mapa geográfico en el sector central de la bandera, tres estrellas blancas que dan simbología a las tres parroquias que forman el municipio, y finalmente dos líneas que alegorizan las vías férreas del tren que caracterizó a La Fría (Capital de García de Hevia).
En el 2018, la Alcaldía del Municipio García de Hevia, conjuntamente con el Consejo Municipal, en el marco de la celebración de la fundación del municipio, que se celebra el 5 de noviembre de cada año, derogaron la anterior bandera y abrieron un concurso público donde quedó el nuevo diseño, propuesto por Luís Orlando Soto, el profesor Jairo Roa y algunos miembros de la Cámara Municipal, la que fue confeccionada por la profesora Escarlet Gómez, docente de esta municipalidad.  La misma consta de: dos franjas de igual proporción, superior azul que simboliza el cielo que da la bienvenida a los tachirenses y demás visitantes al municipio; franja inferior roja, simbolizando el fervor, de los garciadevienses, así como el amor por su tierra andina, del mismo modo, la sangre derramada por los luchadores de esta tierra durante el paso de la gesta independentista; en el centro de la franja azul un sol naciente amarillo, expresando la calidez de esta tierra, con un clima despejado y puro. En el centro del sol, la silueta de un ferrocarril para indicar el inicio de esta pujante y creciente tierra del norte tachirense; alrededor del sol, tres estrellas para identificar las tres parroquias que integran al municipio: Boca de Grita, José Antonio Páez y La Fría (Capital del municipio); se mantiene la ubicación del escudo en la parte superior izquierda.
En noviembre de 2019 el Psicólogo rubiense diseña una actualización de la bandera municipal la cual poseía el mapa del Municipio en azul, sin embargo, meses después decide derogarlo y lo actualiza por uno amarillo, representando así el sol heviano.
En febrero de 2020 con la actualización del color en el mapa municipal, el Psicólogo rubiense alega que no se les fue consultado durante la celebración del concurso por parte de la Alcaldía para derogar su emblema. Añadiendo que durante varios años, en ausencia de una bandera municipal, fue empleado su diseño inicial.

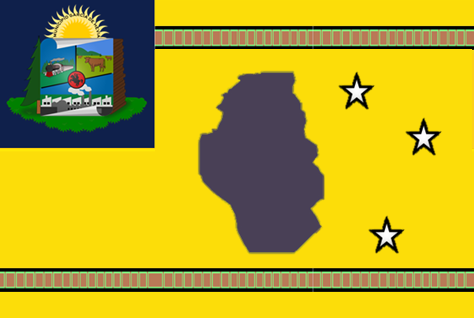
(Diseñada por Gómez Tarazona) Empleada desde el 2013, hasta el 2018 (Derogada en el 2018 por la Alcaldía y en el 2019 por el Psicólogo)
(Diseñada por la Alcaldía) Creada el 5 de noviembre de 2018 (Vigente por la Alcaldía)
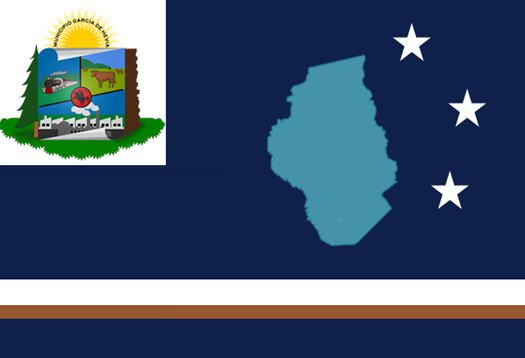
(Diseñada por Gómez Tarazona) Creada en noviembre del 2019, hasta febrero 2020 (Derogada por el Psicólogo)
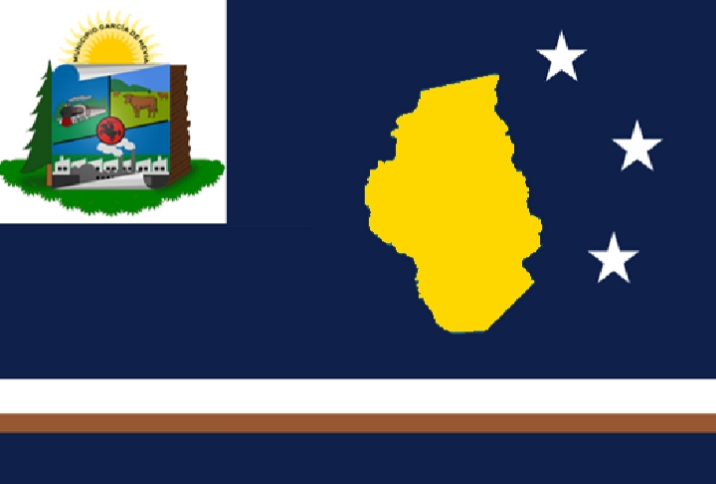
(Diseñada por Gómez Tarazona) Creada el 25 de Febrero del 2020 (Vigente por el Psicólogo)

## Transporte
- Colombia: - T1 y T5 - Carretera 10 El Puerto.
- Estado Zulia: T6 y T1.
- Región de Los Llanos: T5 y T1.
- Estado Mérida: T1.

Para trasladarse al municipio puede tomar Línea Unión, Expresos Continente, Expresos San Simón, Expresos Jáuregui, en el Terminal de Pasajeros "Genaro Méndez" en la ciudad de San Cristóbal. La distancia desde San Cristóbal es de 74 km y el tiempo estimado de viaje es de 2 h.

### Aeropuerto
El Aeropuerto Internacional "Francisco García de Hevia" de La Fría está situado a unos 40 kilómetros al norte de la localidad de San Cristóbal (Venezuela). Se prevé que se convierta en la puerta de San Cristóbal ya que tras la finalización de la Autopista San Cristóbal - La Fría el trayecto entre las dos ciudades tomará unos 30 minutos. Uno de los planes de la aerolínea bandera es el de establecer La Fría como punto de desarrollo endógeno de la zona llanera conectándola con pequeños vuelos comerciales a la ciudad de Barinas.